# Howard Fineman

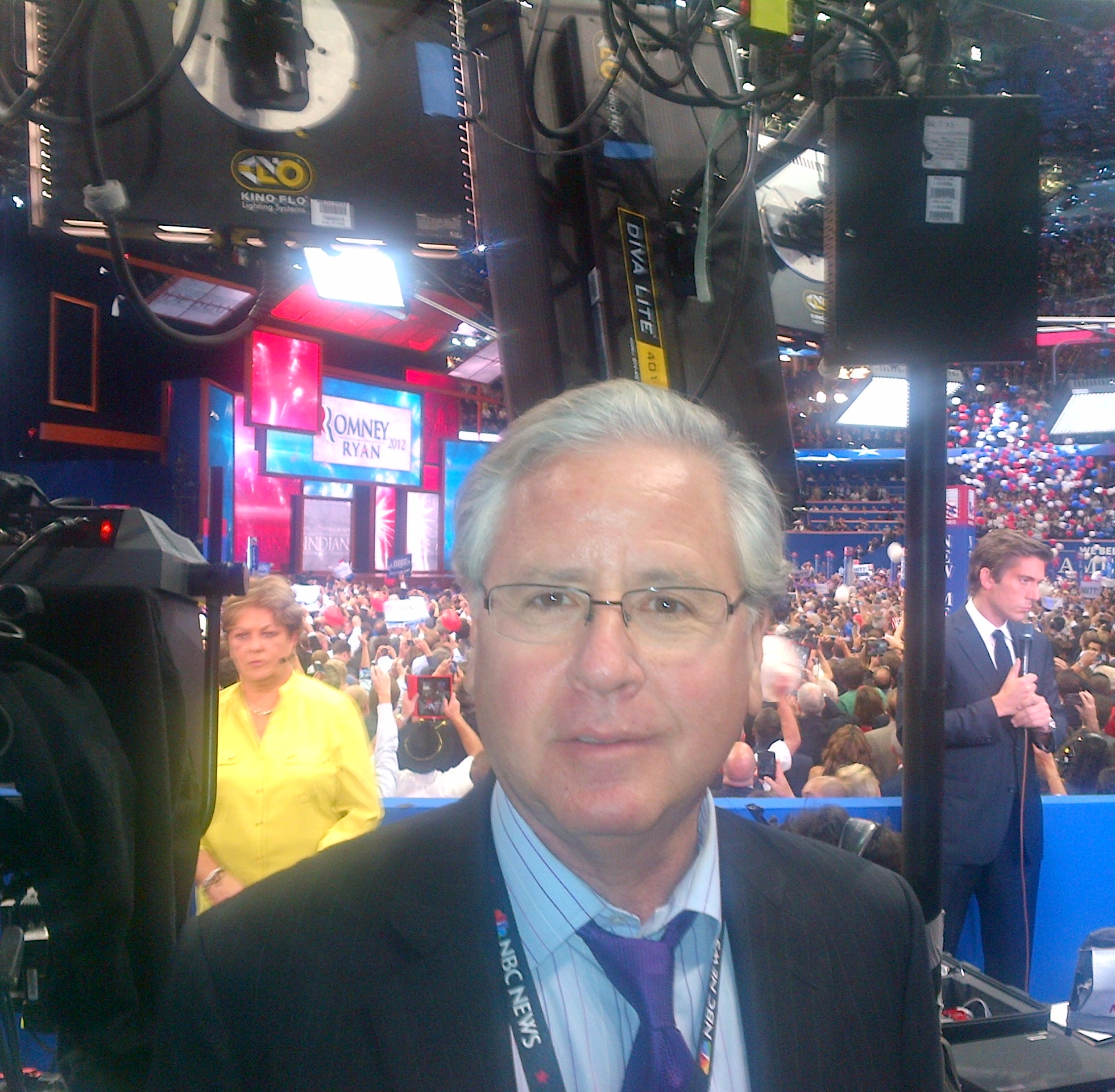
Howard Fineman auf dem Parteitag der Republikaner 2012

Howard Fineman (* 17. November 1948 in Pittsburgh, Pennsylvania; † 11. Juni 2024 in Washington, D.C.) war ein US-amerikanischer Journalist. Er wurde vor allem bekannt als politischer Hauptkorrespondent des Nachrichtenmagazins Newsweek und als Herausgeber (editorial director) der Internet-Nachrichtenplattform The Huffington Post.

## Leben und Tätigkeit
In seiner Jugend besuchte Fineman, der jüdischer Abstammung ist, die Allerdice High School. Anschließend studierte er an der Columbia University und an der University of Louisville. Ein Jahr verbrachte er zudem am Georgetown University Law Center. Auf Grund von Watson und Pulitzer Traveling Fellowships konnte er als Stipendiat in Europa, Russland und im Mittleren Osten studieren. 
Seine journalistische Laufbahn begann Fineman Ende der 1960er Jahre bei der Zeitschrift Louisville Courier-Journal. Von 1980 bis 2010 war er als politischer Korrespondent – seit 1984 als offizieller Hauptkorrespondent (cheif political correspondent) – bei dem einflussreichen Magazin Newsweek beschäftigt. Im Rahmen dieser Tätigkeit hat er alle Präsidentschaftskandidaten der beiden großen US-Parteien seit 1984 interviewt. Nach den Terroranschlägen vom 11. September 2001 war Fineman der erste Reporter, der ein Interview mit dem damals amtierenden Präsidenten George W. Bush führen durfte. Abseits seiner Arbeit an Newsweek hat Fineman auch in geringerem Maße Beiträge für bedeutende Zeitungen und Zeitschriften wie die New York Times, die Washington Post und The New Republic beigesteuert.
2010 wechselte Fineman zur Huffington Post Media Group, bei der seither den Posten eines editorial director bekleidet. In dieser Stellung ist er – zusätzlich zu seinen eigenen Beiträgen für die Post – in hohem Maße in den US-Medien präsent. Im Fernsehen trat Fineman beispielsweise häufig als Kommentator oder Teilnehmer an Diskussionsrunden in Nachrichtensendungen des Senders NBC und seines Kabelablegers MSNBC auf.
Fineman starb am 11. Juni 2024 an den Folgen von Bauchspeicheldrüsenkrebs in Washington, D.C. im Alter von 75 Jahren.

## Schriften
- The Thirteen American Arguments. Enduring Debates That Define and Inspire Our Country, 2008.